# Valdoie
Valdoie é uma comuna francesa na região administrativa de Borgonha-Franco-Condado, no departamento do Território de Belfort. Estende-se por uma área de 4,66 km². Em 2010 a comuna tinha 471 habitantes (densidade: 101,1 hab./km²).